# Olympische Sommerspiele 1960/Fußball/Spiele
Diese Seite enthält alle Spiele des olympischen Fußballturniers von 1960 in Rom mit allen statistischen Details.

## Vorrunde

### Gruppe A
| Pl. | Land        | Sp. | S | U | N | Tore    | Diff. | Punkte |
| --- | ----------- | --- | - | - | - | ------- | ----- | ------ |
| 1.  | Jugoslawien | 3   | 2 | 1 | 0 | 013:400 | +9    | 05:10  |
| 2.  | Bulgarien   | 3   | 2 | 1 | 0 | 008:300 | +5    | 05:10  |
| 3.  | VA Republik | 3   | 0 | 1 | 2 | 004:110 | −7    | 01:50  |
| 4.  | Türkei      | 3   | 0 | 1 | 2 | 003:100 | −7    | 01:50  |

#### Bulgarien – Türkei 3:0 (1:0)
| Bulgarien                                                        | Bulgarien | Türkei | Türkei |
| ---------------------------------------------------------------- | --- | --- | ------ |
| Bulgarien                                                        | \| 1. Spieltag \| \| 26. August 1960 um 21:00 Uhr in Grosseto (Stadio Carlo Zecchini) \| \| Zuschauer: 3.760 \| \| Schiedsrichter: Cesare Jonni ( Italien) \|                                                           | \| 1. Spieltag \| \| 26. August 1960 um 21:00 Uhr in Grosseto (Stadio Carlo Zecchini) \| \| Zuschauer: 3.760 \| \| Schiedsrichter: Cesare Jonni ( Italien) \|                                     | Türkei |
| Bulgarien                                                        | Georgi Spirow Najdenow – Kiril Rakarow, Stojan Kitow – Dimitar Largow, Manol Manolow, Nikola Kowatschew – Todor Diew, Stefan Abadschiew, Iwan Dimitrow, Dimitar Jakimow, Christo Iliew Cheftrainer: Stojan Ormandschiew | Cavit Gökalp – Aydoğan Çipiloğlu, Ergun Taner – Suat Özyazıcı, Ahmet Tuna Kozan, Bilge Tarhan – Samim Uygun, Zeki Şensan, İbrahim Yalçınkaya, Uğur Köken, Selim Soydan< Cheftrainer: Seref Gorkey | Türkei |
| Bulgarien                                                        | 1:0 Diew (13.) 2:0 Diew (58.) 3:0 Iliew (67.) | | Türkei |
| Bulgarien                                                        | Verwarnungen: Diew, Dimitrow | Verwarnungen: Şensan, Tarhan | Türkei |
| 1. Spieltag                                                      | | |        |
| 26. August 1960 um 21:00 Uhr in Grosseto (Stadio Carlo Zecchini) | | |        |
| Zuschauer: 3.760                                                 | | |        |
| Schiedsrichter: Cesare Jonni ( Italien)                          | | |        |

#### Jugoslawien – Vereinigte Arabische Republik 6:1 (3:0)
| Jugoslawien                                                | Jugoslawien | Vereinigte Arabische Republik | Vereinigte Arabische Republik |
| ---------------------------------------------------------- | --- | --- | ----------------------------- |
| Jugoslawien                                                | \| 1. Spieltag \| \| 26. August 1960 um 21:00 Uhr in Pescara (Stadio Adriatico) \| \| Zuschauer: 9.211 \| \| Schiedsrichter: Reg Leafe ( Vereinigtes Königreich) \|                                            | \| 1. Spieltag \| \| 26. August 1960 um 21:00 Uhr in Pescara (Stadio Adriatico) \| \| Zuschauer: 9.211 \| \| Schiedsrichter: Reg Leafe ( Vereinigtes Königreich) \|                                              | Vereinigte Arabische Republik |
| Jugoslawien                                                | Milutin Šoškić – Vladimir Durković, Fahrudin Jusufi – Ante Žanetić, Novak Roganović, Željko Perušić – Andrija Anković, Dušan Maravić, Tomislav Knez, Milan Galić, Borivoje Kostić Cheftrainer: Ljubomir Lovrić | Adel Hekal – El-Sayed Rifai, Alaa El-Hamouly – Amin El-Esnawi, Rifaat El-Fanaguili, Samir Qotb – Mohamed Reda Hussein, Raafat Attia, Abdou Selim, Mahmoud El-Gohary, Mohamed El-Sherbini Cheftrainer: Pál Titkos | Vereinigte Arabische Republik |
| Jugoslawien                                                | 1:0 Rifai (3., Eigentor) 2:0 Galić (30., Elfmeter) 3:0 Kostić (32.) 4:0 Knez (49.) 5:0 Kostić (61.) 6:0 Kostić (63.)                                                                                           | 6:1 Attia (72.) | Vereinigte Arabische Republik |
| 1. Spieltag                                                | | |                               |
| 26. August 1960 um 21:00 Uhr in Pescara (Stadio Adriatico) | | |                               |
| Zuschauer: 9.211                                           | | |                               |
| Schiedsrichter: Reg Leafe ( Vereinigtes Königreich)        | | |                               |

#### Bulgarien – Vereinigte Arabische Republik 2:0 (1:0)
| Bulgarien                                                         | Bulgarien | Vereinigte Arabische Republik | Vereinigte Arabische Republik |
| ----------------------------------------------------------------- | --- | --- | ----------------------------- |
| Bulgarien                                                         | \| 2. Spieltag \| \| 29. August 1960 um 16:00 Uhr in L’Aquila (Stadio Tommaso Fattori) \| \| Zuschauer: 1.634 \| \| Schiedsrichter: Leo Helge ( Dänemark) \|                                                                        | \| 2. Spieltag \| \| 29. August 1960 um 16:00 Uhr in L’Aquila (Stadio Tommaso Fattori) \| \| Zuschauer: 1.634 \| \| Schiedsrichter: Leo Helge ( Dänemark) \|                                                           | Vereinigte Arabische Republik |
| Bulgarien                                                         | Georgi Spirow Najdenow – Kiril Rakarow, Nikola Kowatschew – Iwan Dimitrow, Manol Manolow, Dimitar Largow – Todor Diew, Stefan Abadschiew, Georgi Jordanow Najdenow, Dimitar Jakimow, Christo Iliew Cheftrainer: Stojan Ormandschiew | Fathi Khorshid – Yaken Zaki Hussain, Ali Badawi – Alaa El-Hamouly, Rifaat El-Fanaguili, Samir Qotb – Mohamed Reda Hussein, Mohammed Noshi, Saleh Selim, Mahmoud El-Gohary, Mohamed El-Sherbini Cheftrainer: Pál Titkos | Vereinigte Arabische Republik |
| Bulgarien                                                         | 1:0 Jordanow Najdenow (42.) 2:0 Diew (88.) | | Vereinigte Arabische Republik |
| 2. Spieltag                                                       | | |                               |
| 29. August 1960 um 16:00 Uhr in L’Aquila (Stadio Tommaso Fattori) | | |                               |
| Zuschauer: 1.634                                                  | | |                               |
| Schiedsrichter: Leo Helge ( Dänemark)                             | | |                               |

#### Jugoslawien – Türkei 4:0 (1:0)
| Jugoslawien                                                      | Jugoslawien | Türkei | Türkei |
| ---------------------------------------------------------------- | --- | --- | ------ |
| Jugoslawien                                                      | \| 2. Spieltag \| \| 29. August 1960 um 21:00 Uhr in Florenz (Stadio Artemio Franchi) \| \| Zuschauer: 1.858 \| \| Schiedsrichter: Vincenzo Orlandini ( Italien) \|                                            | \| 2. Spieltag \| \| 29. August 1960 um 21:00 Uhr in Florenz (Stadio Artemio Franchi) \| \| Zuschauer: 1.858 \| \| Schiedsrichter: Vincenzo Orlandini ( Italien) \|                                   | Türkei |
| Jugoslawien                                                      | Milutin Šoškić – Vladimir Durković, Fahrudin Jusufi – Ante Žanetić, Novak Roganović, Željko Perušić – Silvester Takač, Dušan Maravić, Tomislav Knez, Milan Galić, Borivoje Kostić Cheftrainer: Ljubomir Lovrić | Cavit Gökalp – Aydoğan Çipiloğlu, Ergun Taner – Suat Özyazıcı, Ahmet Tuna Kozan, Bilge Tarhan – Turhan Yıldız, Zeki Şensan, İbrahim Yalçınkaya, Mustafa Ertan, Selim Soydan Cheftrainer: Seref Gorkey | Türkei |
| Jugoslawien                                                      | 1:0 Kostić (10.) 2:0 Galić (46.) 3:0 Knez (61.) 4:0 Kostić (89.) | | Türkei |
| 2. Spieltag                                                      | | |        |
| 29. August 1960 um 21:00 Uhr in Florenz (Stadio Artemio Franchi) | | |        |
| Zuschauer: 1.858                                                 | | |        |
| Schiedsrichter: Vincenzo Orlandini ( Italien)                    | | |        |

#### Jugoslawien – Bulgarien 3:3 (0:0)
| Jugoslawien                                             | Jugoslawien | Bulgarien | Bulgarien |
| ------------------------------------------------------- | --- | --- | --------- |
| Jugoslawien                                             | \| 3. Spieltag \| \| 1. September 1960 um 21:00 Uhr in Rom (Stadio Flaminio) \| \| Zuschauer: 7.994 \| \| Schiedsrichter: Cesare Jonni ( Italien) \|                                                               | \| 3. Spieltag \| \| 1. September 1960 um 21:00 Uhr in Rom (Stadio Flaminio) \| \| Zuschauer: 7.994 \| \| Schiedsrichter: Cesare Jonni ( Italien) \|                                                                      | Bulgarien |
| Jugoslawien                                             | Milutin Šoškić – Vladimir Durković, Fahrudin Jusufi – Ante Žanetić, Velimir Sombolac, Željko Perušić – Aleksandar Kozlina, Dušan Maravić, Tomislav Knez, Milan Galić, Borivoje Kostić Cheftrainer: Ljubomir Lovrić | Georgi Spirow Najdenow – Kiril Rakarow, Manol Manolow – Iwan Dimitrow, Dimitar Largow, Nikola Kowatschew – Todor Diew, Stefan Abadschiew, Christo Iliew, Dimitar Jakimow, Spiro Debarski Cheftrainer: Stojan Ormandschiew | Bulgarien |
| Jugoslawien                                             | 1:0 Galić (50.) 2:0 Galić (57.) 3:1 Galić (69.) | 2:1 Kowatschew (59.) 3:2 Debarski (81.) 3:3 Debarski (89.) | Bulgarien |
| Jugoslawien                                             | Verwarnungen: Kostić, Knez | Verwarnungen: Sombolac, Kozlina, Abadschiew, Jakimow | Bulgarien |
| 3. Spieltag                                             | | |           |
| 1. September 1960 um 21:00 Uhr in Rom (Stadio Flaminio) | | |           |
| Zuschauer: 7.994                                        | | |           |
| Schiedsrichter: Cesare Jonni ( Italien)                 | | |           |

#### Türkei – Vereinigte Arabische Republik 3:3 (2:1)
| Türkei                                                            | Türkei | Vereinigte Arabische Republik | Vereinigte Arabische Republik |
| ----------------------------------------------------------------- | --- | --- | ----------------------------- |
| Türkei                                                            | \| 3. Spieltag \| \| 1. September 1960 um 21:00 Uhr in Livorno (Stadio Armando Picchi) \| \| Zuschauer: 602 \| \| Schiedsrichter: Lucien Van Nuffel ( Belgien) \|                                      | \| 3. Spieltag \| \| 1. September 1960 um 21:00 Uhr in Livorno (Stadio Armando Picchi) \| \| Zuschauer: 602 \| \| Schiedsrichter: Lucien Van Nuffel ( Belgien) \|                                                | Vereinigte Arabische Republik |
| Türkei                                                            | Emrullah Küçükbay – Aydoğan Çipiloğlu, Ergun Taner – Suat Özyazıcı, Ahmet Tuna Kozan, Mustafa Ertan – Samim Uygun, Zeki Şensan, İbrahim Yalçınkaya, Bilge Tarhan, Uğur Köken Cheftrainer: Seref Gorkey | Fathi Khorshid – Yaken Zaki Hussain, Alaa El-Hamouly – Ali Badawi, Rifaat El-Fanaguili, Samir Qotb – Mahmoud El-Gohary, Nabil Nosseir, Mohammed Noshi, Raafat Attia, Mohamed El-Sherbini Cheftrainer: Pál Titkos | Vereinigte Arabische Republik |
| Türkei                                                            | 1:1 Tarhan (15.) 2:1 Köken (30.) 3:3 Yalçınkaya (69.) | 0:1 Attia (10.) 2:2 Qotb (58.) 2:3 Qotb (65.) | Vereinigte Arabische Republik |
| 3. Spieltag                                                       | | |                               |
| 1. September 1960 um 21:00 Uhr in Livorno (Stadio Armando Picchi) | | |                               |
| Zuschauer: 602                                                    | | |                               |
| Schiedsrichter: Lucien Van Nuffel ( Belgien)                      | | |                               |

### Gruppe B
| Pl. | Land           | Sp. | S | U | N | Tore    | Diff. | Punkte |
| --- | -------------- | --- | - | - | - | ------- | ----- | ------ |
| 1.  | Italien        | 3   | 2 | 1 | 0 | 009:400 | +5    | 05:10  |
| 2.  | Brasilien      | 3   | 2 | 0 | 1 | 010:600 | +4    | 04:20  |
| 3.  | Großbritannien | 3   | 1 | 1 | 1 | 008:800 | ±0    | 03:30  |
| 4.  | Taiwan         | 3   | 0 | 0 | 3 | 003:120 | −9    | 0:60   |

#### Italien – Taiwan 4:1 (2:1)
| Italien                                                   | Italien | Taiwan | Taiwan |
| --------------------------------------------------------- | --- | --- | ------ |
| Italien                                                   | \| 1. Spieltag \| \| 26. August 1960 um 21:00 Uhr in Neapel (Stadio San Paolo) \| \| Zuschauer: 36.092 \| \| Schiedsrichter: Leo Helge ( Dänemark) \|                                                                          | \| 1. Spieltag \| \| 26. August 1960 um 21:00 Uhr in Neapel (Stadio San Paolo) \| \| Zuschauer: 36.092 \| \| Schiedsrichter: Leo Helge ( Dänemark) \| | Taiwan |
| Italien                                                   | Luciano Alfieri – Gilberto Noletti, Mario Trebbi – Giorgio Ferrini, Sandro Salvadore, Giovanni Trapattoni – Gianni Rivera, Giovanni Fanello, Ugo Tomeazzi, Giacomo Bulgarelli, Luciano Magistrelli Cheftrainer: Giuseppe Viani | Lau Sui Wa – Law Pak, Kok Kam Hung – Chan Fai Hung, Lau Tim, Lam Sheung Yee – Wong Chi Keung, Kwok Yau, Chau Moon, Yiu Cheuk Yin, Mok Chun Wah        | Taiwan |
| Italien                                                   | 1:0 Rivera (10.) 2:1 Rivera (33.) 3:1 Fanello (49.) 4:1 Tomeazzi (67.) | 1:1 Mok Chun Wah (29.) | Taiwan |
| 1. Spieltag                                               | | |        |
| 26. August 1960 um 21:00 Uhr in Neapel (Stadio San Paolo) | | |        |
| Zuschauer: 36.092                                         | | |        |
| Schiedsrichter: Leo Helge ( Dänemark)                     | | |        |

#### Brasilien – Großbritannien 4:3 (1:1)
| Brasilien                                                       | Brasilien | Großbritannien | Großbritannien |
| --------------------------------------------------------------- | --- | --- | -------------- |
| Brasilien                                                       | \| 1. Spieltag \| \| 26. August 1960 um 21:00 Uhr in Livorno (Stadio Armando Picchi) \| \| Zuschauer: 13.590 \| \| Schiedsrichter: Josef Kandlbinder ( BR Deutschland) \|            | \| 1. Spieltag \| \| 26. August 1960 um 21:00 Uhr in Livorno (Stadio Armando Picchi) \| \| Zuschauer: 13.590 \| \| Schiedsrichter: Josef Kandlbinder ( BR Deutschland) \| | Großbritannien |
| Brasilien                                                       | Carlos Alberto – Nonô, Jorge Caetano Rubens – Décio Teixeira, Dary de Oliveira, Wanderley – China, Gérson, Valdir, Roberto Dias Branco, Paulinho Ferreira Cheftrainer: Vicente Feola | Michael Pinner – Thomas Thompson, David Holt – Ronald McKinven, Laurence Brown, Roy Sleap – Jim Lewis, Robert Brown, Patrick Hasty, Hugh Lindsay, John Devine             | Großbritannien |
| Brasilien                                                       | 1:0 Gérson (2.) 2:2 China (61.) 3:2 Wanderley (64.) 4:2 China (72.) | 1:1 R. Brown (32.) 1:2 Lewis (47.) 4:3 R. Brown (87.) | Großbritannien |
| 1. Spieltag                                                     | | |                |
| 26. August 1960 um 21:00 Uhr in Livorno (Stadio Armando Picchi) | | |                |
| Zuschauer: 13.590                                               | | |                |
| Schiedsrichter: Josef Kandlbinder ( BR Deutschland)             | | |                |

#### Brasilien – Taiwan 5:0 (2:0)
| Brasilien                                             | Brasilien | Taiwan | Taiwan |
| ----------------------------------------------------- | --- | --- | ------ |
| Brasilien                                             | \| 2. Spieltag \| \| 29. August 1960 um 16:00 Uhr in Rom (Stadio Flaminio) \| \| Zuschauer: 6.367 \| \| Schiedsrichter: Emil Erlih ( Jugoslawien) \|                         | \| 2. Spieltag \| \| 29. August 1960 um 16:00 Uhr in Rom (Stadio Flaminio) \| \| Zuschauer: 6.367 \| \| Schiedsrichter: Emil Erlih ( Jugoslawien) \| | Taiwan |
| Brasilien                                             | Carlos Alberto – Nonô, Alvaro Jurandir – Roberto Dias Branco, Brandão, Dary de Oliveira – Wanderley, Paulinho Ferreira, Chiquinho, Gérson, Valdir Cheftrainer: Vicente Feola | Lau Sui Wa – Law Pak, Kok Kam Hung – Chan Fai Hung, Lau Tim, Lam Sheung Yee – Wong Chi Keung, Kwok Yau, Chau Moon, Yiu Cheuk Yin, Mok Chun Wah       | Taiwan |
| Brasilien                                             | 1:0 Gérson (13.) 2:0 Gérson (16.) 3:0 Gérson (47.) 4:0 Branco (73.) 5:0 Branco (87.)                                                                                         | | Taiwan |
| 2. Spieltag                                           | | |        |
| 29. August 1960 um 16:00 Uhr in Rom (Stadio Flaminio) | | |        |
| Zuschauer: 6.367                                      | | |        |
| Schiedsrichter: Emil Erlih ( Jugoslawien)             | | |        |

#### Italien – Großbritannien 2:2 (1:1)
| Italien                                               | Italien | Großbritannien | Großbritannien |
| ----------------------------------------------------- | --- | --- | -------------- |
| Italien                                               | \| 2. Spieltag \| \| 29. August 1960 um 21:00 Uhr in Rom (Stadio Flaminio) \| \| Zuschauer: 19.431 \| \| Schiedsrichter: Lucien Van Nuffel ( Belgien) \|                                                                   | \| 2. Spieltag \| \| 29. August 1960 um 21:00 Uhr in Rom (Stadio Flaminio) \| \| Zuschauer: 19.431 \| \| Schiedsrichter: Lucien Van Nuffel ( Belgien) \|   | Großbritannien |
| Italien                                               | Luciano Alfieri – Tarcisio Burgnich, Mario Trebbi – Paride Tumburus, Sandro Salvadore, Giovanni Trapattoni – Gianni Rivera, Giacomo Bulgarelli, Ugo Tomeazzi, Giorgio Rossano, Giancarlo Cella Cheftrainer: Giuseppe Viani | Michael Pinner – William Neil, David Holt – Ronald McKinven, Laurence Brown, Roy Sleap – Jim Lewis, Robert Brown, Patrick Hasty, Hugh Lindsay, John Devine | Großbritannien |
| Italien                                               | 1:0 Rossano (11.) 2:1 Rossano (55.) | 1:1 R. Brown (23.) 2:2 Hasty (75.) | Großbritannien |
| 2. Spieltag                                           | | |                |
| 29. August 1960 um 21:00 Uhr in Rom (Stadio Flaminio) | | |                |
| Zuschauer: 19.431                                     | | |                |
| Schiedsrichter: Lucien Van Nuffel ( Belgien)          | | |                |

#### Italien – Brasilien 3:1 (0:1)
| Italien                                                            | Italien | Brasilien | Brasilien |
| ------------------------------------------------------------------ | --- | --- | --------- |
| Italien                                                            | \| 3. Spieltag \| \| 1. September 1960 um 21:00 Uhr in Florenz (Stadio Artemio Franchi) \| \| Zuschauer: 24.903 \| \| Schiedsrichter: Pierre Schwinté ( Frankreich) \|                                                     | \| 3. Spieltag \| \| 1. September 1960 um 21:00 Uhr in Florenz (Stadio Artemio Franchi) \| \| Zuschauer: 24.903 \| \| Schiedsrichter: Pierre Schwinté ( Frankreich) \|               | Brasilien |
| Italien                                                            | Luciano Alfieri – Tarcisio Burgnich, Mario Trebbi – Paride Tumburus, Sandro Salvadore, Giovanni Trapattoni – Orazio Rancati, Giorgio Ferrini, Giovanni Fanello, Giorgio Rossano, Gianni Rivera Cheftrainer: Giuseppe Viani | Carlos Alberto – Nonô, Décio Teixeira – Roberto Dias Branco, Jorge Caetano Rubens, Dary de Oliveira – Wanderley, Paulinho Ferreira, China, Gérson, Valdir Cheftrainer: Vicente Feola | Brasilien |
| Italien                                                            | 1:1 Rivera (69.) 2:1 Rossano (70.) 3:1 Rossano (86.) | 0:1 Valdir (4.) | Brasilien |
| Italien                                                            | Verwarnung: Tumburus | Verwarnung: Carlos Alberto | Brasilien |
| 3. Spieltag                                                        | | |           |
| 1. September 1960 um 21:00 Uhr in Florenz (Stadio Artemio Franchi) | | |           |
| Zuschauer: 24.903                                                  | | |           |
| Schiedsrichter: Pierre Schwinté ( Frankreich)                      | | |           |

#### Großbritannien – Taiwan 3:2 (1:0)
| Großbritannien                                                     | Großbritannien | Taiwan | Taiwan |
| ------------------------------------------------------------------ | --- | --- | ------ |
| Großbritannien                                                     | \| 3. Spieltag \| \| 1. September 1960 um 21:00 Uhr in Grosseto (Stadio Carlo Zecchini) \| \| Zuschauer: 779 \| \| Schiedsrichter: Josef Kandlbinder ( BR Deutschland) \| | \| 3. Spieltag \| \| 1. September 1960 um 21:00 Uhr in Grosseto (Stadio Carlo Zecchini) \| \| Zuschauer: 779 \| \| Schiedsrichter: Josef Kandlbinder ( BR Deutschland) \| | Taiwan |
| Großbritannien                                                     | Michael Pinner – Michael Greenwood, David Holt – Ronald McKinven, Laurence Brown, Hugh Forde – Jim Lewis, Robert Brown, Patrick Hasty, Hugh Lindsay, Terry Howard         | Lau Sui Wa – Law Pak, Kok Kam Hung – Chan Fai Hung, Lau Tim, Wong Man Wai – Wong Chi Keung, Lam Sheung Yee, Chau Moon, Yiu Cheuk Yin, Mok Chun Wah                        | Taiwan |
| Großbritannien                                                     | 1:0 Lewis (35.) 2:0 R. Brown (58.) 3:1 Hasty (85.) | 2:1 Yiu Cheuk Yin (70.) 3:2 Yiu Cheuk Yin (88.) | Taiwan |
| 3. Spieltag                                                        | | |        |
| 1. September 1960 um 21:00 Uhr in Grosseto (Stadio Carlo Zecchini) | | |        |
| Zuschauer: 779                                                     | | |        |
| Schiedsrichter: Josef Kandlbinder ( BR Deutschland)                | | |        |

### Gruppe C
| Pl. | Land        | Sp. | S | U | N | Tore    | Diff. | Punkte |
| --- | ----------- | --- | - | - | - | ------- | ----- | ------ |
| 1.  | Dänemark    | 3   | 3 | 0 | 0 | 008:400 | +4    | 06:0   |
| 2.  | Argentinien | 3   | 2 | 0 | 1 | 006:400 | +2    | 04:20  |
| 3.  | Polen       | 3   | 1 | 0 | 2 | 007:500 | +2    | 02:40  |
| 4.  | Tunesien    | 3   | 0 | 0 | 3 | 003:110 | −8    | 0:60   |

#### Polen – Tunesien 6:1 (3:1)
| Polen                                                 | Polen | Tunesien | Tunesien |
| ----------------------------------------------------- | --- | --- | -------- |
| Polen                                                 | \| 1. Spieltag \| \| 26. August 1960 um 16:00 Uhr in Rom (Stadio Flaminio) \| \| Zuschauer: 5.873 \| \| Schiedsrichter: Concetto Lo Bello ( Italien) \|                                                                  | \| 1. Spieltag \| \| 26. August 1960 um 16:00 Uhr in Rom (Stadio Flaminio) \| \| Zuschauer: 5.873 \| \| Schiedsrichter: Concetto Lo Bello ( Italien) \|                                          | Tunesien |
| Polen                                                 | Edward Szymkowiak – Henryk Pala, Jerzy Jan Woźniak – Marceli Strzykalski, Henryk Szczepański, Edmund Zientara – Zygmunt Gadecki, Lucjan Brychczy, Stanisław Hachorek, Ernst Pohl, Roman Lentner Cheftrainer: Jean Prouff | Khalled Loualid – Mohamed Zguir, Taoufik Ben Othman – Abdelmajid Al-Chetali, Mohamed Al-Meddeb, Ahmed Al-Sghaier – Moncef Cherif, Abdelmajid Naji, Larbi Touati, Brahim Kerrit, Ridha Al-Rouatbi | Tunesien |
| Polen                                                 | 1:1 Pohl (7.) 2:1 Pohl (40.) 3:1 Pohl (42.) 4:1 Hachorek (67.) 5:1 Pohl (84.) 6:1 Pohl (89.) | 0:1 Kerrit (3.) | Tunesien |
| 1. Spieltag                                           | | |          |
| 26. August 1960 um 16:00 Uhr in Rom (Stadio Flaminio) | | |          |
| Zuschauer: 5.873                                      | | |          |
| Schiedsrichter: Concetto Lo Bello ( Italien)          | | |          |

#### Dänemark – Argentinien 3:2 (1:1)
| Dänemark                                              | Dänemark | Argentinien | Argentinien |
| ----------------------------------------------------- | --- | --- | ----------- |
| Dänemark                                              | \| 1. Spieltag \| \| 26. August 1960 um 21:00 Uhr in Rom (Stadio Flaminio) \| \| Zuschauer: 7.154 \| \| Schiedsrichter: Francesco Liverani ( Italien) \|                                                   | \| 1. Spieltag \| \| 26. August 1960 um 21:00 Uhr in Rom (Stadio Flaminio) \| \| Zuschauer: 7.154 \| \| Schiedsrichter: Francesco Liverani ( Italien) \|                                                                  | Argentinien |
| Dänemark                                              | Henry From – Paul Andersen, Poul Jensen – Bent Hansen, Hans Christian Nielsen, Flemming Nielsen – Poul Pedersen, John Danielsen, Harald Nielsen, Henning Enoksen, Jørn Sørensen Cheftrainer: Arne Sørensen | Marwell Periotti – Juan Carlos Stauskas, Salvador Ginel – Roberto Blanco, Pedro de Ciancio, José Díaz, Carlos Bilardo, Hugo Zarich – Mario Desiderio, Juan Carlos Oleniak, Raúl Adolfo Pérez Cheftrainer: Ernesto Duchini | Argentinien |
| Dänemark                                              | 1:1 Sørensen (31.) 2:1 H. Nielsen (46.) 3:1 H. Nielsen (85.) | 0:1 Oleniak (20.) 3:2 Bilardo (88.) | Argentinien |
| 1. Spieltag                                           | | |             |
| 26. August 1960 um 21:00 Uhr in Rom (Stadio Flaminio) | | |             |
| Zuschauer: 7.154                                      | | |             |
| Schiedsrichter: Francesco Liverani ( Italien)         | | |             |

#### Tunesien – Argentinien 1:2 (1:1)
| Tunesien                                                   | Tunesien | Argentinien | Argentinien |
| ---------------------------------------------------------- | --- | --- | ----------- |
| Tunesien                                                   | \| 2. Spieltag \| \| 29. August 1960 um 21:00 Uhr in Pescara (Stadio Adriatico) \| \| Zuschauer: 4.605 \| \| Schiedsrichter: István Zsolt ( Ungarn) \|                                                     | \| 2. Spieltag \| \| 29. August 1960 um 21:00 Uhr in Pescara (Stadio Adriatico) \| \| Zuschauer: 4.605 \| \| Schiedsrichter: István Zsolt ( Ungarn) \|                                                                    | Argentinien |
| Tunesien                                                   | Khalled Loualid – Ridha Al-Rouatbi, Ahmed Al-Sghaier – Hamadi Dhaou, Abdelmajid Al-Chetali, Taoufik Ben Othman – Abdelmajid Naji, Mohamed Al-Meddeb, Abderrahman Ben Azzedine, Larbi Touati, Brahim Kerrit | Marwell Periotti – Juan Carlos Stauskas, Salvador Ginel – Roberto Blanco, Pedro de Ciancio, José Díaz, Carlos Bilardo, Hugo Zarich – Mario Desiderio, Juan Carlos Oleniak, Raúl Adolfo Pérez Cheftrainer: Ernesto Duchini | Argentinien |
| Tunesien                                                   | 1:1 Kerrit (25.) | 0:1 Oleniak (15.) 1:2 Oleniak (82.) | Argentinien |
| 2. Spieltag                                                | | |             |
| 29. August 1960 um 21:00 Uhr in Pescara (Stadio Adriatico) | | |             |
| Zuschauer: 4.605                                           | | |             |
| Schiedsrichter: István Zsolt ( Ungarn)                     | | |             |

#### Dänemark – Polen 2:1 (1:0)
| Dänemark                                                        | Dänemark | Polen | Polen |
| --------------------------------------------------------------- | --- | --- | ----- |
| Dänemark                                                        | \| 2. Spieltag \| \| 29. August 1960 um 21:00 Uhr in Livorno (Stadio Armando Picchi) \| \| Zuschauer: 5.574 \| \| Schiedsrichter: Concetto Lo Bello ( Italien) \|                                         | \| 2. Spieltag \| \| 29. August 1960 um 21:00 Uhr in Livorno (Stadio Armando Picchi) \| \| Zuschauer: 5.574 \| \| Schiedsrichter: Concetto Lo Bello ( Italien) \|                                                         | Polen |
| Dänemark                                                        | Henry From – Paul Andersen, Poul Jensen – Bent Hansen, Hans Christian Nielsen, Flemming Nielsen – Poul Pedersen, John Danielsen, Harald Nielsen, Tommy Troelsen, Jørn Sørensen Cheftrainer: Arne Sørensen | Edward Szymkowiak – Henryk Pala, Ryszard Grzegorczyk – Jerzy Jan Woźniak, Marceli Strzykalski, Edmund Zientara – Zygmunt Gadecki, Lucjan Brychczy, Stanisław Hachorek, Ernst Pohl, Roman Lentner Cheftrainer: Jean Prouff | Polen |
| Dänemark                                                        | 1:0 H. Nielsen (15.) 2:1 Pedersen (86.) | 1:1 Gadecki (62.) | Polen |
| Dänemark                                                        | Verwarnung: Strzykalski | | Polen |
| 2. Spieltag                                                     | | |       |
| 29. August 1960 um 21:00 Uhr in Livorno (Stadio Armando Picchi) | | |       |
| Zuschauer: 5.574                                                | | |       |
| Schiedsrichter: Concetto Lo Bello ( Italien)                    | | |       |

#### Dänemark – Tunesien 3:1 (2:0)
| Dänemark                                                            | Dänemark | Tunesien | Tunesien |
| ------------------------------------------------------------------- | --- | --- | -------- |
| Dänemark                                                            | \| 3. Spieltag \| \| 1. September 1960 um 16:00 Uhr in L’Aquila (Stadio Tommaso Fattori) \| \| Zuschauer: 1.204 \| \| Schiedsrichter: Giulio Campanati ( Italien) \|                                      | \| 3. Spieltag \| \| 1. September 1960 um 16:00 Uhr in L’Aquila (Stadio Tommaso Fattori) \| \| Zuschauer: 1.204 \| \| Schiedsrichter: Giulio Campanati ( Italien) \|                            | Tunesien |
| Dänemark                                                            | Henry From – Paul Andersen, Poul Jensen – Bent Hansen, Hans Christian Nielsen, Flemming Nielsen – Poul Pedersen, John Danielsen, Harald Nielsen, Tommy Troelsen, Jørn Sørensen Cheftrainer: Arne Sørensen | Khalled Loualid – Ridha Al-Rouatbi, Hamadi Dhaou – Mohamed Al-Meddeb, Ahmed Al-Sghaier, Taoufik Ben Othman – Abdelmajid Naji, Moncef Cherif, Abdelmajid Al-Chetali, Larbi Touati, Brahim Kerrit | Tunesien |
| Dänemark                                                            | 1:0 F. Nielsen (24.) 2:0 H. Nielsen (27.) 3:1 H. Nielsen (88.) | 2:1 Cherif (48.) | Tunesien |
| 3. Spieltag                                                         | | |          |
| 1. September 1960 um 16:00 Uhr in L’Aquila (Stadio Tommaso Fattori) | | |          |
| Zuschauer: 1.204                                                    | | |          |
| Schiedsrichter: Giulio Campanati ( Italien)                         | | |          |

#### Argentinien – Polen 2:0 (1:0)
| Argentinien                                                 | Argentinien | Polen | Polen |
| ----------------------------------------------------------- | --- | --- | ----- |
| Argentinien                                                 | \| 3. Spieltag \| \| 1. September 1960 um 21:00 Uhr in Neapel (Stadio San Paolo) \| \| Zuschauer: 4.304 \| \| Schiedsrichter: Suhli Garan ( Türkei) \|                                                                   | \| 3. Spieltag \| \| 1. September 1960 um 21:00 Uhr in Neapel (Stadio San Paolo) \| \| Zuschauer: 4.304 \| \| Schiedsrichter: Suhli Garan ( Türkei) \|                                                                     | Polen |
| Argentinien                                                 | Marwell Periotti – Juan Carlos Stauskas, Salvador Ginel – Roberto Blanco, Pedro de Ciancio, José Díaz – Alberto Rendo, Hugo Zarich, Roberto Bonanno, Juan Carlos Oleniak, Raúl Adolfo Pérez Cheftrainer: Ernesto Duchini | Tomasz Stefaniszin – Henryk Pala, Jerzy Jan Woźniak – Marceli Strzykalski, Ryszard Grzegorczyk, Edmund Zientara – Zygmunt Gadecki, Lucjan Brychczy, Stanisław Hachorek, Ernst Pohl, Roman Lentner Cheftrainer: Jean Prouff | Polen |
| Argentinien                                                 | 1:0 Oleniak (38.) 2:0 Pérez (55.) | | Polen |
| 3. Spieltag                                                 | | |       |
| 1. September 1960 um 21:00 Uhr in Neapel (Stadio San Paolo) | | |       |
| Zuschauer: 4.304                                            | | |       |
| Schiedsrichter: Suhli Garan ( Türkei)                       | | |       |

### Gruppe D
| Pl. | Land       | Sp. | S | U | N | Tore    | Diff. | Punkte |
| --- | ---------- | --- | - | - | - | ------- | ----- | ------ |
| 1.  | Ungarn     | 3   | 3 | 0 | 0 | 015:300 | +12   | 06:0   |
| 2.  | Frankreich | 3   | 1 | 1 | 1 | 003:900 | −6    | 03:30  |
| 3.  | Peru       | 3   | 1 | 0 | 2 | 006:900 | −3    | 02:40  |
| 4.  | Indien     | 3   | 0 | 1 | 2 | 003:600 | −3    | 01:50  |

#### Ungarn – Indien 2:1 (1:0)
| Ungarn                                                            | Ungarn | Indien | Indien |
| ----------------------------------------------------------------- | --- | --- | ------ |
| Ungarn                                                            | \| 1. Spieltag \| \| 26. August 1960 um 16:00 Uhr in L’Aquila (Stadio Tommaso Fattori) \| \| Zuschauer: 4.118 \| \| Schiedsrichter: Bahri Ben Said ( Tunesien) \|                    | \| 1. Spieltag \| \| 26. August 1960 um 16:00 Uhr in L’Aquila (Stadio Tommaso Fattori) \| \| Zuschauer: 4.118 \| \| Schiedsrichter: Bahri Ben Said ( Tunesien) \|                                                                             | Indien |
| Ungarn                                                            | Gábor Török – Dezső Novák, Pál Várhidi – Jenő Dalnoki, Oszkár Vilezsál, Ferenc Kovács – Imre Sátori, János Göröcs, Flórián Albert, Pál Orosz, Gyula Rákosi Cheftrainer: Lajos Baróti | Peter Thangaraj – O. Chandrasekhar, Dhilon Singh Jarnail – Sheikh Abdul Latif, Mariappa Kempaiah, Youssef Khan – Pradip Kumar Banerjee, Subimal Goswami, Dharmalingam Kannan, Simon Sunder Raj, Tulsidas Balaram Cheftrainer: Abdulrahim Syed | Indien |
| Ungarn                                                            | 1:0 Göröcs (23.) 2:0 Albert (56.) | 2:1 Balaram (79.) | Indien |
| 1. Spieltag                                                       | | |        |
| 26. August 1960 um 16:00 Uhr in L’Aquila (Stadio Tommaso Fattori) | | |        |
| Zuschauer: 4.118                                                  | | |        |
| Schiedsrichter: Bahri Ben Said ( Tunesien)                        | | |        |

#### Frankreich – Peru 2:1 (0:1)
| Frankreich                                                       | Frankreich | Peru | Peru |
| ---------------------------------------------------------------- | --- | --- | ---- |
| Frankreich                                                       | \| 1. Spieltag \| \| 26. August 1960 um 21:00 Uhr in Florenz (Stadio Artemio Franchi) \| \| Zuschauer: 4.046 \| \| Schiedsrichter: Emil Erlih ( Jugoslawien) \|                                          | \| 1. Spieltag \| \| 26. August 1960 um 21:00 Uhr in Florenz (Stadio Artemio Franchi) \| \| Zuschauer: 4.046 \| \| Schiedsrichter: Emil Erlih ( Jugoslawien) \|                                       | Peru |
| Frankreich                                                       | Charles Samoy – Gines Gonzales, Louis Polonia – Jean-Baptiste Bordas, Marcel Artelesa, Raymond Baratto – Yvon Quédec, Gérard Coinçon, André Giamarchi, Ahmed Arab, Marcel Loncle Cheftrainer: Jean Rigal | Carlos Salinas – Eloy Campos, Teodoro Luña – Héctor de Guevara, Daniel Eral, Humberto Arguedas, Jaime Ruiz, Alejandro Guzmán – Gerardo Altuna, Ángel Uribe, Alberto Gallardo Cheftrainer: György Orth | Peru |
| Frankreich                                                       | 1:1 Giamarchi (67.) 2:1 Quédec (90.) | 0:1 Uribe (1.) | Peru |
| Frankreich                                                       | Platzverweis: Arab (58.) | | Peru |
| 1. Spieltag                                                      | | |      |
| 26. August 1960 um 21:00 Uhr in Florenz (Stadio Artemio Franchi) | | |      |
| Zuschauer: 4.046                                                 | | |      |
| Schiedsrichter: Emil Erlih ( Jugoslawien)                        | | |      |

#### Frankreich – Indien 1:1 (0:0)
| Frankreich                                                       | Frankreich | Indien | Indien |
| ---------------------------------------------------------------- | --- | --- | ------ |
| Frankreich                                                       | \| 2. Spieltag \| \| 29. August 1960 um 21:00 Uhr in Grosseto (Stadio Carlo Zecchini) \| \| Zuschauer: 907 \| \| Schiedsrichter: Raymond Morgan ( Kanada) \|                                        | \| 2. Spieltag \| \| 29. August 1960 um 21:00 Uhr in Grosseto (Stadio Carlo Zecchini) \| \| Zuschauer: 907 \| \| Schiedsrichter: Raymond Morgan ( Kanada) \|                                                                          | Indien |
| Frankreich                                                       | Jean Wettstein – Louis Polonia, Pierre Bodin – François Philippe, Max Samper, Marcel Artelesa – Jacques Stamm, Gérard Coinçon, André Giamarchi, Claude Dubaële, Yvon Quédec Cheftrainer: Jean Rigal | Peter Thangaraj – O. Chandrasekhar, Sheikh Abdul Latif – Mariappa Kempaiah, Dhilon Singh Jarnail, Bahadur Ram – Pradip Kumar Banerjee, Subimal Goswami, Youssef Khan, Simon Sunder Raj, Tulsidas Balaram Cheftrainer: Abdulrahim Syed | Indien |
| Frankreich                                                       | 1:1 Coinçon (82.) | 0:1 Banerjee (71.) | Indien |
| Frankreich                                                       | Verwarnung: Samper | | Indien |
| 2. Spieltag                                                      | | |        |
| 29. August 1960 um 21:00 Uhr in Grosseto (Stadio Carlo Zecchini) | | |        |
| Zuschauer: 907                                                   | | |        |
| Schiedsrichter: Raymond Morgan ( Kanada)                         | | |        |

#### Ungarn – Peru 6:2 (3:1)
| Ungarn                                                    | Ungarn | Peru | Peru |
| --------------------------------------------------------- | --- | --- | ---- |
| Ungarn                                                    | \| 2. Spieltag \| \| 29. August 1960 um 21:00 Uhr in Neapel (Stadio San Paolo) \| \| Zuschauer: 8.068 \| \| Schiedsrichter: Piero Bonetto ( Italien) \|                             | \| 2. Spieltag \| \| 29. August 1960 um 21:00 Uhr in Neapel (Stadio San Paolo) \| \| Zuschauer: 8.068 \| \| Schiedsrichter: Piero Bonetto ( Italien) \|                                                 | Peru |
| Ungarn                                                    | Lajos Faragó – Dezső Novák, Jenő Dalnoki – Ernő Solymosi, Pál Várhidi, Ferenc Kovács – Tibor Pál, János Göröcs, Flórián Albert, János Dunai, Gyula Rákosi Cheftrainer: Lajos Baróti | Carlos Salinas – Eloy Campos, Daniel Eral – Teodoro Luña, Héctor de Guevara, Humberto Arguedas – Alberto Gallardo, Javier Caceres, Nicolas Nieri, Alberto Ramírez, Ángel Uribe Cheftrainer: György Orth | Peru |
| Ungarn                                                    | 1:0 Albert (17.) 2:1 Rakosi (27.) 3:1 Göröcs (33.) 4:1 Dunai (46.) 5:1 Dunai (63.) 6:2 Albert (87.)                                                                                 | 1:1 Ramírez (25.) 5:2 Ramírez (79.) | Peru |
| 2. Spieltag                                               | | |      |
| 29. August 1960 um 21:00 Uhr in Neapel (Stadio San Paolo) | | |      |
| Zuschauer: 8.068                                          | | |      |
| Schiedsrichter: Piero Bonetto ( Italien)                  | | |      |

#### Ungarn – Frankreich 7:0 (3:0)
| Ungarn                                                  | Ungarn | Frankreich | Frankreich |
| ------------------------------------------------------- | --- | --- | ---------- |
| Ungarn                                                  | \| 3. Spieltag \| \| 1. September 1960 um 16:00 Uhr in Rom (Stadio Flaminio) \| \| Zuschauer: 5.238 \| \| Schiedsrichter: Vincenzo Orlandini ( Italien) \|                          | \| 3. Spieltag \| \| 1. September 1960 um 16:00 Uhr in Rom (Stadio Flaminio) \| \| Zuschauer: 5.238 \| \| Schiedsrichter: Vincenzo Orlandini ( Italien) \|                                              | Frankreich |
| Ungarn                                                  | Gábor Török – Zoltán Dudás, Jenő Dalnoki – Ernő Solymosi, Pál Várhidi, Ferenc Kovács – Tibor Pál, János Göröcs, Flórián Albert, János Dunai, Gyula Rákosi Cheftrainer: Lajos Baróti | Charles Samoy – Louis Polonia, François Philippe – Raymond Baratto, Pierre Bodin, Marcel Artelesa – Jacques Stamm, Jean-Baptiste Bordas, Yvon Quédec, Ahmed Arab, Marcel Loncle Cheftrainer: Jean Rigal | Frankreich |
| Ungarn                                                  | 1:0 Albert (12.) 2:0 Göröcs (34.) 3:0 Dunai (41.) 4:0 Göröcs (59.) 5:0 Göröcs (77.) 6:0 Dunai (79.) 7:0 Albert (85.)                                                                | | Frankreich |
| 3. Spieltag                                             | | |            |
| 1. September 1960 um 16:00 Uhr in Rom (Stadio Flaminio) | | |            |
| Zuschauer: 5.238                                        | | |            |
| Schiedsrichter: Vincenzo Orlandini ( Italien)           | | |            |

#### Peru – Indien 3:1 (1:0)
| Peru                                                                 | Peru | Indien | Indien |
| -------------------------------------------------------------------- | --- | --- | ------ |
| Peru                                                                 | \| 3. Spieltag \| \| 1. September 1960 um 21:00 Uhr in Pescara (Stadio Adriatico) \| \| Zuschauer: 1.673 \| \| Schiedsrichter: Mahmud Hussain Imam ( Vereinigte Arabische Republik) \|              | \| 3. Spieltag \| \| 1. September 1960 um 21:00 Uhr in Pescara (Stadio Adriatico) \| \| Zuschauer: 1.673 \| \| Schiedsrichter: Mahmud Hussain Imam ( Vereinigte Arabische Republik) \|                                                | Indien |
| Peru                                                                 | Herminio Campos – Eloy Campos, Victor Boulanger – Hugo Carmona, Juan Biselach, Humberto Arguedas – Jaime Ruiz, Nicolas Nieri, Tomás Iwasaki, Ángel Uribe, Alberto Gallardo Cheftrainer: György Orth | Peter Thangaraj – O. Chandrasekhar, Dhilon Singh Jarnail – Sheikh Abdul Latif, Mariappa Kempaiah, Bahadur Ram – Pradip Kumar Banerjee, Subimal Goswami, Youssef Khan, Simon Sunder Raj, Tulsidas Balaram Cheftrainer: Abdulrahim Syed | Indien |
| Peru                                                                 | 1:0 Nieri (27.) 2:0 Nieri (53.) 3:0 Iwasaki (85.) | 3:1 Balaram (88.) | Indien |
| 3. Spieltag                                                          | | |        |
| 1. September 1960 um 21:00 Uhr in Pescara (Stadio Adriatico)         | | |        |
| Zuschauer: 1.673                                                     | | |        |
| Schiedsrichter: Mahmud Hussain Imam ( Vereinigte Arabische Republik) | | |        |

## Halbfinale

### Jugoslawien – Italien 1:1 n.V. (0:0, 0:0)
| Jugoslawien                                                 | Jugoslawien | Italien | Italien |
| ----------------------------------------------------------- | --- | --- | ------- |
| Jugoslawien                                                 | \| 1. Halbfinale \| \| 5. September 1960 um 21:00 Uhr in Neapel (Stadio San Paolo) \| \| Zuschauer: 16.568 \| \| Schiedsrichter: Josef Kandlbinder ( BR Deutschland) \|                                            | \| 1. Halbfinale \| \| 5. September 1960 um 21:00 Uhr in Neapel (Stadio San Paolo) \| \| Zuschauer: 16.568 \| \| Schiedsrichter: Josef Kandlbinder ( BR Deutschland) \|                                                | Italien |
| Jugoslawien                                                 | Blagoja Vidinić – Velimir Sombolac, Fahrudin Jusufi – Aleksandar Kozlina, Vladimir Durković, Željko Perušić – Ante Žanetić, Željko Matuš, Milan Galić, Tomislav Knez, Borivoje Kostić Cheftrainer: Ljubomir Lovrić | Luciano Alfieri – Tarcisio Burgnich, Mario Trebbi – Paride Tumburus, Sandro Salvadore, Giovanni Trapattoni – Orazio Rancati, Gianni Rivera, Ugo Tomeazzi, Giorgio Ferrini, Giorgio Rossano Cheftrainer: Giuseppe Viani | Italien |
| Jugoslawien                                                 | 1:0 Galić (107.) | 1:1 Tumburus (109.) | Italien |
| Jugoslawien                                                 | Jugoslawien qualifiziert sich per Losentscheid für das Finale | | Italien |
| 1. Halbfinale                                               | | |         |
| 5. September 1960 um 21:00 Uhr in Neapel (Stadio San Paolo) | | |         |
| Zuschauer: 16.568                                           | | |         |
| Schiedsrichter: Josef Kandlbinder ( BR Deutschland)         | | |         |

### Dänemark – Ungarn 2:0 (1:0)
| Dänemark                                                | Dänemark | Ungarn | Ungarn |
| ------------------------------------------------------- | --- | --- | ------ |
| Dänemark                                                | \| 2. Halbfinale \| \| 6. September 1960 um 21:00 Uhr in Rom (Stadio Flaminio) \| \| Zuschauer: 14.237 \| \| Schiedsrichter: Reg Leafe ( Vereinigtes Königreich) \|                                        | \| 2. Halbfinale \| \| 6. September 1960 um 21:00 Uhr in Rom (Stadio Flaminio) \| \| Zuschauer: 14.237 \| \| Schiedsrichter: Reg Leafe ( Vereinigtes Königreich) \|                  | Ungarn |
| Dänemark                                                | Henry From – Poul Andersen, Poul Jensen – Bent Hansen, Hans Christian Nielsen, Flemming Nielsen – Poul Pedersen, Tommy Troelsen, Harald Nielsen, Henning Enoksen, Jørn Sørensen Cheftrainer: Arne Sørensen | Gábor Török – Dezső Novák, Jenő Dalnoki – Oszkár Vilezsál, Pál Várhidi, Ferenc Kovács – Pál Orosz, János Göröcs, Flórián Albert, János Dunai, Gyula Rákosi Cheftrainer: Lajos Baróti | Ungarn |
| Dänemark                                                | 1:0 H. Nielsen (19.) 2:0 Enoksen (81.) | | Ungarn |
| 2. Halbfinale                                           | | |        |
| 6. September 1960 um 21:00 Uhr in Rom (Stadio Flaminio) | | |        |
| Zuschauer: 14.237                                       | | |        |
| Schiedsrichter: Reg Leafe ( Vereinigtes Königreich)     | | |        |

## Spiel um Bronze

### Ungarn – Italien 2:1 (1:0)
| Ungarn                                              | Ungarn | Italien | Italien |
| --------------------------------------------------- | --- | --- | ------- |
| Ungarn                                              | \| 9. September 1960 in Rom (Stadio Flaminio) \| \| Ergebnis: 2:1 (1:0) \| \| Zuschauer: 18.972 \| \| Schiedsrichter: Reg Leafe ( Vereinigtes Königreich) \|                       | \| 9. September 1960 in Rom (Stadio Flaminio) \| \| Ergebnis: 2:1 (1:0) \| \| Zuschauer: 18.972 \| \| Schiedsrichter: Reg Leafe ( Vereinigtes Königreich) \|                                                               | Italien |
| Ungarn                                              | Gábor Török – Zoltán Dudás, Jenő Dalnoki – Ernő Solymosi, Pál Várhidi, Ferenc Kovács – Imre Sátori, János Göröcs, Flórián Albert, Pál Orosz, János Dunai Cheftrainer: Lajos Baróti | Luciano Alfieri – Tarcisio Burgnich, Mario Trebbi – Paride Tumburus, Sandro Salvadore, Giovanni Trapattoni – Giancarlo Cella, Gianni Rivera, Ugo Tomeazzi, Giacomo Bulgarelli, Giorgio Rossano Cheftrainer: Giuseppe Viani | Italien |
| Ungarn                                              | 1:0 Orosz (32.) 2:0 Dunai (69.) | 2:1 Tomeazzi (84.) | Italien |
| Ungarn                                              | Verwarnungen: Orosz, Dalnoki | | Italien |
| 9. September 1960 in Rom (Stadio Flaminio)          | | |         |
| Ergebnis: 2:1 (1:0)                                 | | |         |
| Zuschauer: 18.972                                   | | |         |
| Schiedsrichter: Reg Leafe ( Vereinigtes Königreich) | | |         |

## Finale

### Jugoslawien – Dänemark 3:1 (2:0)
| Jugoslawien                                  | Jugoslawien | Dänemark | Dänemark |
| -------------------------------------------- | --- | --- | -------- |
| Jugoslawien                                  | \| 10. September 1960 in Rom (Olympiastadion) \| \| Ergebnis: 3:1 (2:0) \| \| Zuschauer: 23.042 \| \| Schiedsrichter: Concetto Lo Bello ( Italien) \|                                                      | \| 10. September 1960 in Rom (Olympiastadion) \| \| Ergebnis: 3:1 (2:0) \| \| Zuschauer: 23.042 \| \| Schiedsrichter: Concetto Lo Bello ( Italien) \|                                                      | Dänemark |
| Jugoslawien                                  | Blagoja Vidinić – Novak Roganović, Fahrudin Jusufi – Ante Žanetić, Vladimir Durković, Željko Perušić – Andrija Anković, Željko Matuš, Milan Galić, Tomislav Knez, Bora Kostić Cheftrainer: Ljubomir Lovrić | Henry From – Poul Andersen, Poul Jensen – Bent Hansen, Hans Christian Nielsen, Flemming Nielsen – Poul Pedersen, Tommy Troelsen, Harald Nielsen, Henning Enoksen, Jørn Sørensen Cheftrainer: Arne Sørensen | Dänemark |
| Jugoslawien                                  | 1:0 Galić (1.) 2:0 Matuš (11.) 3:0 Kostić (69.) | 3:1 F.Nielsen (90.) | Dänemark |
| Jugoslawien                                  | Verwarnung: Durković Platzverweis: Galić (84.) | Verwarnung: H. Nielsen | Dänemark |
| 10. September 1960 in Rom (Olympiastadion)   | | |          |
| Ergebnis: 3:1 (2:0)                          | | |          |
| Zuschauer: 23.042                            | | |          |
| Schiedsrichter: Concetto Lo Bello ( Italien) | | |          |